# Lantanacoccus sauroides
Lantanacoccus sauroides är en insektsart som beskrevs av Williams och Granara de Willink 1992. Lantanacoccus sauroides ingår i släktet Lantanacoccus och familjen ullsköldlöss. Inga underarter finns listade i Catalogue of Life.